# Белов, Павел Миронович
Павел Миронович Белов (19 февраля 1898, Саратов — 6 февраля 1942) — советский военный деятель, командующий артиллерией Северо-Западного фронта, генерал-лейтенант артиллерии.

## Биография
Родился в русской семье, окончил Саратовское первое Александро-Мариинское реальное училище, где получил среднее образование. С декабря 1916 и до Октябрьской революции служил в 4-й запасной артиллерийской бригаде, расквартированной Саратове, на правах вольноопределяющегося, где окончил учебную команду и Саратовские артиллерийские курсы. Затем до февраля 1919 работал в Саратовском городском промышленном комитете в должности начальника керосинового отдела.
18 марта 1919 добровольно поступил курсантом на шестые Саратовские артиллерийские курсы командного состава, которые окончил 21 августа 1919 (первый выпуск). Участвовал в Гражданской войне. Беспартийный, военное образование получил на КУВНАС в 1931. До 10 сентября 1938 являлся начальником артиллерии Приволжского военного округа. Во время репрессий в РККА увольнялся из армии, но затем был восстановлен. На 1940 являлся начальником артиллерии Прибалтийского военного округа. Умер 6 февраля 1942 года в госпитале от брюшного тифа или, по другим сведениям, воспаления лёгких. Похоронен в сквере Героев города Валдай.

### Звания
- рядовой, 1916;
- младший фейерверкер, 1917;
- полковник, 1936;
- генерал-майор артиллерии, 4 июня 1940;
- генерал-лейтенант артиллерии, 9 ноября 1941.

### Награды
- два ордена Красной Звезды (22.02.1941[5][6], 06.11.1941[7]);
- юбилейная медаль «XX лет Рабоче-Крестьянской Красной Армии» (1938 год)[8]

## Семья
Жена — Ольга Николаевна Белова (Гольдберг).
Сын — Глеб Павлович Белов.